# 인천 편의점 직원 살인사건
인천 편의점 직원 살인사건은 2023년 2월 8일 대한민국 인천광역시 계양구 효성동 편의점서 피해자를 살해한 사건이다.

### 사건 당일
편의점에서 손님인 척 들어가 직원을 소지하고 있던 흉기인 과도로 찌르고 현금을 훔쳐 도주했다. 범행 후 1시간여 만인 오후 11시 58분에 아파트 인근에서 전자발찌를 훼손하고 인근에서 K5 택시를 타고 달아났다. 결국 경찰은 공개수배로 전환했다.
2023년 2월 10일 경기도 부천시의 모텔에서 검거되었다.

## 같이 보기
- 서울대공원 토막 살인 사건